# Rivière Brudenell
Pour les articles homonymes, voir Brudenell (homonymie).
La rivière Brudenell est une rivière canadienne dans le comté de Kings, sur l'Île-du-Prince-Édouard. La rivière coule vers l'est dans le port de Georgetown.